# Capleton
Capleton (* 13. dubna 1967 Saint Mary, Jamajka), rodným jménem Clifton George Bailey III, je jamajský reggae a dancehallový zpěvák. Je také znám pod přezdívkami King Shango, King David, The Fireman a Prophet. Vlastní nahrávací společnost jménem David House Productions. Velmi často je text jeho písní o rastafariánství, které rovněž vyznává.

## Biografie
Narodil se v Islingtonu v nemocnici St. Mary na Jamajce v roce 1967. Už jako malý kluk získal přezdívku Capleton; takto ho nazývali přátelé a nejbližší rodinní příbuzní. Nemá moc v lásce své rodné jméno, které nazývá otrokářským, jelikož je to typické evropské jméno. V současné době preferuje přezdívku "King Shango"; jméno Shango si vybral podle afrického kmene Yoruba.
Už jako teenager opustil domov a snažil se začít svou uměleckou kariéru. Přestěhoval se do St. Mary v Kingstonu, když mu bylo 18 let a začal tu pracovat jako DJ.